# 글리신아마이드 리보뉴클레오타이드
글리신아마이드 리보뉴클레오타이드(영어: glycinamide ribonucleotide, GAR)는 퓨린 뉴클레오타이드 데노보 합성 경로의 대사 중간생성물이다.
글리신아마이드 리보뉴클레오타이드는 글리신아마이드 리보뉴클레오타이드 합성효소(GAR 합성효소)에 의해 포스포리보실아민(PRA)으로부터 생성된다. 퓨린 생합성의 다음 단계에서 글리신아마이드 리보뉴클레오타이드는 포스포리보실글리신아마이드 폼일트랜스퍼레이스에 의해 폼일글리신아마이드 리보뉴클레오타이드(FGAR)로 전환된다.
글리신아마이드 리보뉴클레오타이드의 형성은 황체형성호르몬(LH)과 인간 융모성 생식샘 자극호르몬(HCG)에 의한 포도당 6-인산 탈수소효소(EC 1.1.1.49)의 활성화를 통해 자극된다.

## 동의어
글리신아마이드 리보뉴클레오타이드(GAR)의 동의어들은 다음과 같다.
- 5'-p-리보실글리신아마이드 (5'-p-ribosylglycinamide)
- 5'-p-리보실글리신아마이드 (5'-p-ribosylglycineamide)
- 5'-포스포리보실-글리신아마이드 (5'-phosphoribosyl-glycineamide)
- 5'-포스포리보실글리신아마이드 (5'-phosphoribosylglycinamide)
- 5'-포스포리보실글리신아마이드 (5'-phosphoribosylglycineamide)
- 글리신아마이드 리보타이드 (glycineamide ribotide)
- 글리신아마이드 리보뉴클레오타이드 (glycinamide ribonucleotide)
- 글리신아마이드 리보뉴클레오타이드 (glycineamide ribonucleotide)
- N(1)-(5-포스포-D-리보실)글리신아마이드 (N(1)-(5-phospho-D-ribosyl)glycinamide)
- N-글리실-5-O-포스포노-D-리보퓨라노실아민 (N-glycyl-5-O-phosphono-D-ribofuranosylamine)
- N1-(5-포스포-D-리보실)글리신아마이드 (N1-(5-phospho-D-ribosyl)glycinamide)

## 같이 보기
- 5-아미노이미다졸 리보뉴클레오타이드
- 퓨린 대사